# Leonardo Gabriel Pekarnik
Leonardo Gabriel Pekarnik (Don Torcuato, 8 de abril de 1981) es un futbolista argentino

## Trayectoria
Comenzó en las inferiores del Independiente argentino en 1994, debutó con el equipo mayor en 2000 y estuvo con el equipo de Avellaneda hasta el 2004. Jugó con el Estudiantes de La Plata de 2004 a 2005, pero para el Clausura 2005 viajó a Israel, donde jugó con el Hapoel Haifa. Luego regresó a Sudamérica, al peruano Universidad César Vallejo, con el que disputa el Apertura 2005.
Regresó a Argentina para enrolarse en el Defensores de Belgrano de la Primera B, en el Clausura 2006. Llega al Luis Ángel Firpo para el Apertura 2006, equipo con el cual salió campeón al ganar el Torneo Apertua 2007 del Fútbol de El Salvador. A comienzos del 2009 se enroló en el Envigado del Fútbol Profesional Colombiano.
Fue seleccionado Sub-20 de 2000 a 2001, con Argentina.

## Clubes
| Club                        | País        | Año         |
| --------------------------- | ----------- | ----------- |
| Independiente de Avellaneda | Argentina   | 2000 - 2004 |
| Estudiantes                 | Argentina   | 2004        |
| Hapoel Haifa                | Israel      | 2005        |
| Universidad César Vallejo   | Perú        | 2005        |
| Defensores de Belgrano      | Argentina   | 2006        |
| Luis Ángel Firpo            | El Salvador | 2006 - 2008 |
| Envigado                    | Colombia    | 2009        |
| Sportivo Belgrano           | Argentina   | 2009 - 2010 |
| San Telmo                   | Argentina   | 2011 - 2012 |